# Tomares (släkte)
Tomares är ett släkte av fjärilar. Tomares ingår i familjen juvelvingar.

## Bildgalleri

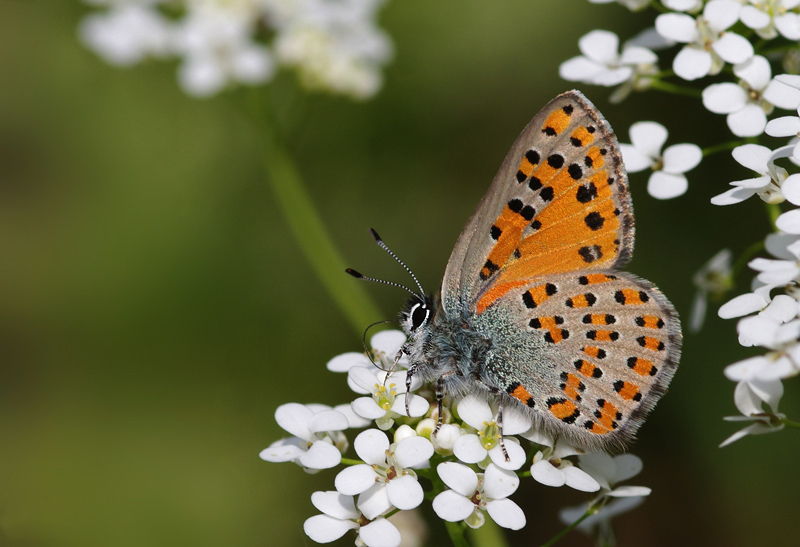

## Dottertaxa tillTomares, i alfabetisk ordning[1]
- Tomares albicans
- Tomares ballus
- Tomares bisaurantia
- Tomares boisduvali
- Tomares cachetinus
- Tomares catalonica
- Tomares concolor
- Tomares crosi
- Tomares cyprius
- Tomares cyrenaica
- Tomares flavescens
- Tomares flavosticta
- Tomares illuminata
- Tomares maculifera
- Tomares maresticus
- Tomares maroccanus
- Tomares masoi
- Tomares mauretanicoides
- Tomares mauritanicus
- Tomares oberthuri
- Tomares phychrokoilios
- Tomares romanovi
- Tomares sabulosus
- Tomares subtusconfluens
- Tomares subtuspartimconfluens
- Tomares subtusreductus
- Tomares tristis
- Tomares undulatus
- Tomares weberi